# (13485) 1981 QJ3
(13485) 1981 QJ3 là một tiểu hành tinh vành đai chính. Nó được phát hiện bởi Henri Debehogne ở Đài thiên văn La Silla ở Chile ngày 25 tháng 8 năm 1981.